# 11. јануар
11. јануар је једанаести дан у години у Грегоријанском календару. 354 дана (355 у преступним годинама) остаје у години после овог дана.

## Догађаји
- 630 — Освајање Меке: Пророк Мухамед и његови следбеници освајају град, Курејш се предаје.
- 1055 — Теодора је крунисана за царицу Византијског царства.
- 1158 — Владислав II, војвода Чешке постао је краљ Чешке.
- 1569 — У Енглеској је, под патронатом краљице Елизабете I, у катедрали Светог Павла у Лондону први пут организована лутрија. Приход је коришћен за обнову утврђења, лука и других јавних радова.
- 1654 — Арауко рат: Шпанску војску су поразили локални Мапуцхе-Хуиллицхес док је покушавала да пређе реку Буено у јужном Чилеу.
- 1672 — Исак Њутн је изабран за члана Британске краљевске академије.
- 1775 — Погубљен је Јемељан Пугачов, руски козак који је, прогласивши се за цара Петра III, подигао устанак против руске царице Катарине II (1773-1775). Устанак је имао карактер сељачког рата и захватио је Уралски крај, Поволожје и део Сибира. У њему су, поред руских, учествовали и сељаци татарских народности, као и рудари и радници из руских мануфактура. После већих успеха и показане организаторске способности, Пугачов је поражен, заробљен у кавез и одведен у Москву где је погубљен.
- 1779 — Чинг Тханг Кхомба је крунисан за краљa Манипура, садашње једне од савезних држава у Индији.
- 1787 — Вилијам Хершел је открио два Уранова месеца, које је касније његов син назвао Оберон и Титанија.
- 1811 — Скупштина свих народних старешина у Србији основала је у време Првог српског устанка прва попечитељства (министарства). Министар просвете постао је најученији Србин тог времена, ректор Велике школе у Београду Доситеј Обрадовић.
- 1843 — Аустријски цар Фердинанд I је у време највећег успона Илирског препорода забранио употребу илирског имена, посебно у „новинама и јавним списима“.
- 1858 — Светоандрејска скупштина извршила је смену династије у Србији збацивши кнеза Александра Карађорђевића. На престо је враћен Милош Обреновић, а за његовог наследника проглашен је његов син Михаило.
- 1861 — Амерички грађански рат: Алабама се одвојила од Сједињених Америчких Држава.
- 1863 — Амерички грађански рат: Битка за Арканзас: Генерал Џон МцКлернанд и адмирал Давид Дикон Портер заузели су реку Арканзас за Унију.
- 1870 — У Боки которској завршен Кривошијски устанак српског народа, који је избио због одлуке окупационих власти због одлуке аустроугарске о увођењу војне обавезе за становништво тог краја. Примирје је успостављено после тромесечних жестоких борби, када је аустријски намесник Далмације генерал Гавро Родић, по налогу Беча, амнестирао устанике, укинуо забрану слободног ношења оружја, донео одлуку о надокнади материјалне штете и укинуо војну обавезу за которски округ.
- 1878 — У Српско-турском рату српска војска је ослободила Ниш и у град је ступио владар Србије Милан Обреновић, тада кнез, а од 1882. краљ. За ослобођење града одлучујућа је била победа Браничевске бригаде на Чегру. У завршним операцијама Моравски и Шумадијски корпус освојили су све стратешке објекте у Нишу. Тим чином овај древни град коначно је након вишевековне турске окупације поново постао саставни део Србије. Овај датум је у војсци Краљевине Југославије слава Петог пешадијског пука „Краљ Милан“.
- 1879 — Англо-Зулу рат: Британске снаге под командом лорда Челмсфорда су напали Зулуланд без дозволе британске владе.
- 1882 — Нападом устаника на пандурску станицу у Улогу почео устанак у Херцеговини против аустроугарске окупације.
- 1886 — У Њујорку је почео први шаховски меч за првака света између Вилхелма Штајница и Јохана Цукерторта, који је добио Штајниц резултатом 10:5, уз пет ремија. Титулу је одбранио 1889. и 1892. у мечевима против Михаила Чигорина, али је 1894. поражен од Емануела Ласкера. Написао је „Уџбеник модерног шаха“, који се сматра основом модерне шаховске стратегије.
- 1916 — Први светски рат: Са Цетиња су због пада "Ловћена" у аустроугарске руке евакуисани према Подгорици црногорски двор, влада, врховна команда, савезничке мисије, а делимично и државне установе.
- 1917 — Као резултат саботаже догодила се експлозија у фабрици муниције у Кингсланду .
- 1919 — Румунија је анектирала Трансилванију која је била у саставу Аустроугарске монархије до њеног распада 1918. Миром у Тријанону 1920. Трансилванија је формално додељена Румунији.
- 1922 — Први пацијент излечен инсулином од шећерне болести је постао 14-годишњи Канађанин Леонард Томсон.
- 1923 — Војске Француске и Белгије су окупирале Рурску област како би присилиле немачку Вајмарску републику да плати одштету за Први светски рат.
- 1931 — Основана Библиотека града Београда.
- 1941 — Други светски рат: Немачка и Италија су објавиле рат САД, а Конгрес САД је истог дана објавио рат тим двема земљама. Пољска је објавила рат Јапану, а Куба, Костарика, Никарагва, Доминиканска Република и Гватемала Немачкој и Италији.
- 1942 — 
  - Други светски рат: Јапанци су заузели Куала Лумпур.
  - Други светски рат: Јапанске снаге напале Таракан у Борнеу (Тараканска битка).
  - Други светски рат: Југословенска избегличка влада у Лондону за министра војске, морнарице и ваздухопловства поставила Драгољуба – Дражу Михаиловића, пуковника југословенске војске и вођу четника у окупираној земљи.
- 1946 — Уставотворна скупштина у Тирани је прогласила Народну Републику Албанију.
- 1962 — Под снежном лавином, која је у перуанским Андима затрпала село Хуаскаран, живот је изгубило више од 3.000 људи.
- 1970 — Армија Нигерије је после 32 месеца борби у грађанском рату у којем је погинуло милион и по људи, угушила побуну сецесиониста у провинцији Бијафра. Вођа побуњеника генерал Чуквуемека Одумегву Оџукву напустио је земљу дан после пада Оверија, главног града Бијафре.
- 1972 — 
  - Ухваћени припадници хрватског пролећа, Марко Веселица, Фрањо Туђман, Шиме Ђодан, Владо Готовац, Хрвоје Шошић, Јозо Ивичевић-Бакулић, Звонимир Комарица, Анте Глибота, Анте Бачић и Влатко Павлетић.
  - Вештачки сателити: Амерички астронаути из брода “Аполо 17” Еуген Кернон и Харисон Смит спустили су се на Месец, у последњој мисији у оквиру програма “Аполо”.
- 1973 — Западнонемачки канцелар Вили Брант и чехословачки премијер Лубомир Штроугал потписали су уговор којим је формално поништен Минхенски пакт из 1938. године, којим су Велика Британија и Француска препустиле нацистичкој Немачкој област Судета у Чехословачкој.
- 1976 — Војни пуч: Председник Еквадора Родригес Лара збачен војним ударом.
- 1989 — У Југославији у Титограду је испред Скупштине Црне Горе одржан масовни митинг грађана на којем је затражено смењивање државног и партијског руководства. У 11 сати и 25 минута потпредседник Скупштине Црне Горе др Божидар Тадић саопштио је да ће Председништво СР Црне Горе поднети Скупштини колективну оставку. Истога дана, увече, одржана је ванредна седница ЦK СK Црне Горе на којој су оставке поднели председник и чланови Председништва ЦK СK Црне Горе. На политичку сцену ступила је група младих комуниста на челу с Момиром Булатовићем и Милом Ђукановићем.
- 1992 — 
  - Референдум за територијалну и политичку аутономију Албанаца у Македонији[1]
  - Савет безбедности УН је, на захтев Македоније, одобрио упућивање 800 војника УН-а у ту бившу југословенску републику.
- 1994 — Партнерство за мир: У Бриселу је завршен самит НАТО-а на коме је инициран Програм Партнерство за мир. Наведено је да је циљ Програма постизање спремности за очување мира кроз заједничко планирање, обуку, вежбе и побољшање међуоперативности снага земаља партнера и НАТО-а. Република Србија позвана је да приступи Партнерству дванаест година касније, на самиту у Риги 29. новембра 2006, заједно са Босном и Херцеговином и Црном Гором. Оквирни документ о приступању потписан је 14. децембра 2006. у Бриселу, чиме је Србија и формално постала учесница Програма.
- 1995 — Рат у БиХ: Турски дневник „Сабах“ затражио од вође босанских муслимана Алије Изетбеговића да се изјасни је ли за диктаторску или демократску државу и објашњење о судбини 350 милиона долара с рачуна отвореног у Швајцарској, с којег су он и чланови његове породице подизали новац. Писање листа изазвало је велику буру, али одговори никад нису дати.
- 1998 — Тероризам: Наоружани нападач, исламски фанатик, убио је најмање 22 и ранио 51 шиитског муслиманског верника током молитве у џамији у пакистанском граду Лахор.
- 2000 — Председник Алжира Абделазиз Бутефлика донео је општу амнестију за припаднике Исламске армије спаса и за узврат затражио распуштање њихове организације.
- 2001 — 
  - Влада Бурундија и побуњеничка група Хуту, једна од две етничке мањине, постигли су договор о повлачењу својих трупа из Демократске Републике Конго.
  - Влада Хрватске донела одлуку о преузимању и коришћењу документације бившег председника Фрање Туђмана, према којој ће ове документе преузети Државни архив, што, према хрватским законима, значи да они неће моћи бити коришћени док не прође 30 година од њиховог настанка, осим у посебним случајевима када то одобри Влада.
  - Тероризам: Врховни суд САД осудио је Француза Закариаса Мусауиа за учешће у терористичким нападима 11. септембра, што је прва казна у САД која се директно односи на те нападе.
  - Високи представник у БиХ Волфганг Петрич донео је одлуку којом се успоставља неопходан привремени механизам, који гарантује средства за имплементацију одлуке Уставног суда БиХ о конститутивности народа. Овом одлуком се од ентитетских парламената захтева да измене и допуне своје уставе да би они били у складу са одлуком Уставног суда БиХ.
  - Стални савет ОЕБС-а усвојио је одлуку о успостављању мисије ОЕБС-а у СР Југославији (СРЈ). Представници 55 земаља чланица ОЕБС-а одлучили су да мандат будуће мисије у СРЈ са седиштем у Београду буде до 31. децембра 2001. године.
  - Влада СРЈ донела је одлуку о обнављању дипломатских односа између Југославије и Албаније, који су прекинути 17. априла 1999. као последица активне подршке и учешћа Албаније у агресији НАТО на Југославију и територијалних претензија према Косову и Метохији.
- 2002 — Вештачки сателити: Прва европска свемирска летелица “Ариана-5” експлодирала је одмах пошто је лансирана из Француске Гвајане, након чега су се два сателита вредна 600 милиона долара, срушила у Атлантик.
- 2003 — Индијска влада и покрет Нага, један од најстаријих сепаратистичких покрета у Азији, постигли су договор да петогодишњи прекид ватре постане сталан.
- 2006 — Вулкан Огастин на Аљасци еруптирао два пута, што је прва његова ерупција од јануара 1986.
- 2007 — ЦИА скинула ознаку тајне са докумената који описују улогу Томислава Мерчепа у Хрватској, када је починио и директно наредио бројне злочине над Србима.
- 2008 — 
  - Позивајући се на равноправност верских заједница у црногорском Уставу, представници владајуће коалиције у Црној Гори ДПС-СДП одбацили су тврдње руског патријарха Алексија II да су верници Српске православне цркве у Црној Гори угрожени.
  - Независност: "Интернешенел хералд трибјун" објавио је да су се САД и Немачка договориле да признају Републику Косово и да су позвале остатак Европе да учине исто када покрајина прогласи независност.
- 2014 — Грађански рат: Најмање 200 људи утопило се у Белом Нилу, приликом бега од сукоба у Јужном Судану, пошто је пренатрпано пловило потонуло, код Малакала. Тамошњи сукоб председника Салве Кира и вође побуњеника, бившег потпредседника Ријека Мачара, претворио се у етнички рат завађених племена Динка и Нуер.

## Рођења
- 1503 — Пармиђанино, италијански сликар и бакрорезац. (прем. 1540)[2]
- 1920 — Славко Јаневски, македонски писац кратких прича, романописац, пјесник, филмски сценариста, есејиста и сликар. († 2000)[3]
- 1924 — Роже Гијман, француски ендокринолог са америчким држављанством, добитник Нобелову награду за медицину 1977. године. (прем. 2024)[4]
- 1930 — Род Тејлор, аустралијско-амерички глумац. (прем. 2015)[5]
- 1934 — Мичел Рајан, амерички глумац. (прем. 2022)[6]
- 1941 — Жерсон, бразилски фудбалер.[7]
- 1943 — Бранко Летић , српски књижевни критичар и професор дубровачке књижевности.[8]
- 1945 — Жералдо Азеведо, бразилски музичар.[9]
- 1956 — Филис Логан, шкотска глумица.[10]
- 1957 — Брајан Робсон, енглески фудбалер и фудбалски тренер.[11]
- 1961 — Дубравко Јовановић, српски глумац.[12]
- 1963 — Миа Беговић, хрватска глумица.[13]
- 1971 — Мери Џеј Блајџ, америчка музичарка и глумица.[14]
- 1971 — Миле Кекин, хрватски музичар и глумац, најпознатији као певач групе Хладно пиво.
- 1972 — Аманда Пит, америчка глумица.[15]
- 1973 — Рокмонд Данбар, амерички глумац.[16]
- 1975 — Матео Ренци, италијански политичар, 56. премијер Италије.
- 1978 — Емил Хески, енглески фудбалер.[17]
- 1981 — Бенјамин Ауер, немачки фудбалер.[18]
- 1982 — Урош Мирковић, српски кошаркаш.[19]
- 1983 — Андре Мирер, шведски алпски скијаш.[20]
- 1984 — Марко Перовић, српски фудбалер.[21]
- 1985 — Зоран Ерцег, српски кошаркаш.[22]
- 1987 — Џејми Варди, енглески фудбалер.[23]
- 1989 — Дани Карвахал, шпански фудбалер.[24]
- 1992 — Бријана Пери, америчка хип хоп музичарка и глумица.[25]
- 1996 — Лероа Сане, немачки фудбалер.

## Смрти
- 1801 — Доменико Чимароза,  италијански композитор. (рођ. 1749)[26]
- 1829 — Фридрих фон Шлегел, немачки књижевник, књижевни критичар, филозоф и филолог (рођ. 1772)[27]
- 1928 — Томас Харди, енглески књижевник. (рођ. 1840)[28]
- 1966 — Алберто Ђакомети, швајцарски вајар и сликар. (рођ 1901)[29]
- 1981 — Бјула Бонди, америчка глумица. (рођ. 1889)
- 1988 — Изидор Ајзак Раби, амерички физичар, добитник Нобелове награде за физику (1944). (рођ. 1898)[30]
- 1991 — Карл Дејвид Андерсон, амерички физичар, добитник Нобелове награде за физику (1936). (рођ. 1905)
- 1991 — Ратко Сарић, српски глумац. (рођ. 1916)
- 1997 — Милутин Бутковић, српски глумац. (рођ. 1930)[31]
- 2003 — Јоже Пучник, словеначки филозоф, социолог и политичар. (рођ. 1932)[32]
- 2014 — Аријел Шарон, израелски генерал и политичар, 11. премијер Израела. (рођ. 1928)[33]
- 2015 — Јене Бузански, мађарски фудбалер и фудбалски тренер. (рођ. 1925)
- 2015 — Анита Екберг, шведско-италијанска глумица и модел. (рођ. 1931)

## Празници и дани сећања
- Српска православна црква слави:
  - Светих четрнаест хиљада младенаца витлејемских
  - Преподобног Маркела из Апамије Сиријске
  - Преподобног Марка Гробара и Теофила Плачљивог